# Дуран, Жоаким
Жоаким Дуран (порт. Joaquim Durão ; 25 октября 1930, Лиссабон, Португалия — 21 мая 2015, там же) — португальский шахматист, международный мастер (1975), международный судья (1985).
В период с 1955 по 1973 гг. 13 раз становился чемпионом Португалии.
В составе национальной сборной участник 10-и олимпиад (1958—1960, 1964—1974, 1980—1982).

## Изменения рейтинга
| Графики недоступны из-за технических проблем. См. информацию на Фабрикаторе и на mediawiki.org. |